# Copa zimbabuesa de futbol
La Copa zimbabuesa de futbol és la màxima competició futbolística per eliminatòries de Zimbàbue i segona en importància després de la lliga. Va ser creada el 1962.
De 1962 a 1965 els guanyadors de la Southern Rhodesia Castle Cup jugaren contra els vencedors de Rhodèsia del Nord (avui Zàmbia) per la Super Castle Cup.

## Historial
Font:

### Castle Cup
- 1962: Bulawayo Rovers 1-0 Salisbury City
- 1963: Salisbury Callies 4-0 Salisbury United
- 1964: no es disputà
- 1965: Salisbury City Wanderers venç Saint Paul
- 1966: Mangula (Mangula)
- 1967: Salisbury Callies
- 1968: Arcadia United (Salisbury) 4-1 Dynamos FC (Salisbury)
- 1969: Arcadia United (Salisbury)
- 1970: Wankie FC 6-2 Salisbury Callies
- 1971: Chibuku FC (Salisbury)
- 1972: Mangula (Mangula)
- 1973: Wankie FC
- 1974: Chibuku FC (Salisbury)
- 1975: Salisbury Callies
- 1976: Dynamos FC (Salisbury)
- 1977: Zimbabwe Saints (Bulawayo)
- 1978: Zisco Steel (Redcliffe)
- 1979: Zimbabwe Saints (Bulawayo)
- 1980: CAPS United (Salisbury)
- 1981: CAPS United (Salisbury)
- 1982: CAPS United (Salisbury)
- 1983: CAPS United (Harare)
- 1984: Black Rhinos (Mutare) 4-1 Gweru United
- 1985: Dynamos FC (Harare)
- 1986: Dynamos FC (Harare)
- 1987: Zimbabwe Saints (Bulawayo)
- 1988: Dynamos FC (Harare)
- 1989: Dynamos FC (Harare)
- 1990: Highlanders FC (Bulawayo)
- 1991: Wankie FC 3-1 Cranbonne Bullets
- 1992: CAPS United (Harare)
- 1993: Tanganda (Mutare)
- 1994: Blackpool Harare (Harare)
- 1995: Chapungu United (Gweru)
- 1996: Dynamos FC (Harare)
- 1997: CAPS United (Harare) 3-2 Dynamos FC (Harare)
- 1998: CAPS United (Harare)
- 1999: desconegut
- 2000: no es disputà

### ZIFA Unity Cup
- 2001: Highlanders FC (Bulawayo) 4-1 Shabanie Mine
- 2002: Masvingo United 2-2 (4 - 3) Railstars (Bulawayo)
- 2003: Dynamos FC (Harare) 2-0 Highlanders FC (Bulawayo)
- 2004: CAPS United (Harare) 1-0 Wankie FC
- 2005: Masvingo United 1-1 (3 - 1) Highlanders FC (Bulawayo)

### CBZ Cup
- 2006: Mwana Africa FC (Bindura) 1-0 Chapungu United (Gweru)

### CBZ FA Cup
- 2007: Dynamos FC (Harare) 2-1 Highlanders FC (Bulawayo)
- 2008: CAPS United (Harare) 3-0 Eastern Lions (Mutare)
- 2009-2010: No es disputà

### Mbada Diamonds Cup
- 2011: Dynamos 1-0 Motor Action[2]
- 2012: Dynamos 2-0 Monomotapa United[3]
- 2013: Highlanders 3-0 How Mine

### Chibuku Cup
- 2014: FC Platinum 1-1 (3-1 pen.) Harare City[4]
- 2015: Harare City 2-1 Dynamos[5]
- 2016: Ngezi Platinum 3-1 FC Platinum[6]
- 2017: Harare City 3-1 How Mine[7]
- 2018: Triangle United 2-0 Harare City[8]
- 2019: Highlanders FC 1-0 Ngezi Platinum Stars